# 少女に何が起ったか
『少女に何が起ったか』（しょうじょになにがおこったか）は、1985年1月8日から同年3月26日にかけて毎週火曜日20:00 - 20:54に放送されていたTBS系列・大映テレビ制作のテレビドラマで、当時トップアイドルだった小泉今日子の初主演連続ドラマである。

## あらすじ
北海道稚内市抜海で母と暮らしていた野川 雪は、母から「亡くなった父は有名なピアニストの東幸彦」と聞かされて育った。そして母の死の直後に訪れた謎の男から「父方の祖父は東（あずま）音楽大学学長の東雪雄」と聞かされる。使用人だった母との結婚を認めず、父を勘当したという祖父に対し、両親への謝罪と自分を東家の人間と認めることを要求すべく、東京の東家に乗り込んだ。
戸籍の父親の欄は空白、他にも証拠なしとして周囲から嘲られ、罵られるが、学長の取り計らいで親子関係が判明するまで、当時の母同様に東家の使用人として働くことになった。同時に雪雄にピアノの才能を見いだされ、ピアノ科助教授、大津の計らいで東音楽大学へ特待生として入学。同じ大学へ通う東家の娘、美津子と取り巻きのお嬢様学生、東家の人間、深夜0時になると現れ、雪のピアノの練習を妨害する謎の刑事などに悩まされながらも、雪は大津の指導と特待生達の友情の中でピアノの腕を上達させていく。
その一方、東音楽大学内での裏口入学問題の捜査が静かに進んでいた。

## キャスト
野川雪
演 - 小泉今日子
昭和41年4月2日生まれの18歳。北海道で生まれ育ち、高校卒業後、漁港事務所へ就職するが、母と死別。その際に母から生い立ちを聞かされ、その直後にやってきた謎の男（鈴木）に相談の末に上京し、東家で暮らし始め東音楽大学に特待生として入学する。東家では使用人として働きながら、サロン にあるピアノを深夜0時から1時間だけ弾かせてもらえるようになる。上京前のピアノに関しては、地元の小学校のピアノを使わせて貰いながら学んだ様子である。打たれ強くいじめられても仕返し等は行わず一生懸命で健気な性格だが、両親思いなため、親を侮辱した者を「悪口を言うやつは、ぶっ飛ばしてやる！」などと罵倒することもある。自身と同時に編入した特待生5人とは友達だが、なぜか「皆さん」と他人行儀に呼びいつも敬語で話しかけている。血液型は、RhマイナスAB型。
大津光三
演 - 辰巳琢郎
東音楽大学ピアノ科の助教授でピアニスト。26歳。美津子の取巻きから「東音楽大学のプリンス」と称されている。ジュリアード音楽院を首席で卒業し、ヨーロッパのピアノコンクールで何度も優勝を飾った後、雪雄直々に東音楽大学に招かれた。以前から当音大の学生がほぼ裕福な家の子供ばかりなことに疑問を感じており、ピアノの素質がある貧しい学生を援助するための特待生制度の導入に貢献。型破りな性格で情熱に満ちており雪を始めとする特待生の最大の理解者でもあるが、お嬢様グループからも人気が高い。6歳の頃に両親を交通事故で亡くすが、雪雄が自身の両親と親友だったことから生活面や音楽教育で支援を受けてピアニストになった過去がある。
東美津子
演 - 賀来千香子
久之と貴恵の長女で（雪とは従姉妹同士となる）、東音楽大学に在学中。取巻きから「東音楽大学のプリンセス」と称されている。以前から大津に淡い想いを寄せており、彼からピアノの指導を受けるようになった雪をライバル視し始める。勝ち気で異常にプライドが高く、雪への嫉妬心から辛辣に振る舞っているが、根は高潔な性格で、大学内の取り巻きや一部の親族たちほど陰湿さはみられない。コンクールで雪と対決後、結果を認め和解。海外留学を決意し、雪に「世界的なコンクールで優勝したい」とにこやかに宣言する。

### 東家
東雪雄
演 - 松村達雄
東家の当主で東音楽大学の学長（雪・信之・美津子の祖父に当たる）。東京で家族と暮らしている。東家で暮らし始めた雪からは“学長さん”と呼ばれる。過去に息子・雪彦を勘当した過去があり音楽に関して厳しい一面もあるが、本来は温厚で愛情深い性格。また、久之によると「静かなものより激しいものが好きで、上品で洗練されたものより野性的で生き生きしたものが好き」とのこと。大津が子供の頃から支援をしてきたため彼を息子や孫のように思い、彼からも感謝の念を持たれている。最終回でコンクールで優勝した雪を審査員に「東雪」と呼ばせており、彼女からも「おじいさま」と呼ばれる様になる。
東久之
演 - 長門裕之
信之と美津子の父。貴恵の夫で東家の婿養子。東音楽大学のピアノ科主任教授兼学長代理。雪を「東家に潜り込み大津をたぶらかし、ゆくゆくは彼と結婚して音楽大学を乗っ取るつもり」と敵視する。以前から雪雄に気に入られている大津のことを敵視し、また義父の前では控え目に振る舞っているが、内心彼には甘い所があるとして見下している。裏で大規模な裏口入学による不当収益を得ていたが、最終回で逮捕される。その際に犯行の動機を「婿養子で肩身の狭い思いをしており、独立の資金捻出のためだった」として、妻、舅、義妹を口汚く罵った上で川村に手錠を掛けられ連行される。
東貴恵（きえ）
演 - 岸田今日子
雪雄の長女で信之と美津子の母（雪彦の妹である為、雪の叔母に当たる）。久之の妻で夫からは「貴恵さん」と呼ばれている。勘当された雪彦に代わり、東家の家督を継ぐ。雪彦を慕っており、東家を出た兄が間もなく死んだのは文子のせいと思い込み、その娘である雪に対しても辛辣に当たっている。ちなみに音大の学生がいつも着ている制服は、自身がデザインしたもの。内心では雪の才能に対して強い恐れと負い目も抱いており、久之の逮捕後、美津子を溺愛する余りに雪彦の本当の血液型を知らせなかったことを雪に告白し、涙ながらに謝罪した。
東節子
演 - 辺見マリ
雪雄の次女で東音楽大学理事長。父・姉一家と共に東家の屋敷に住み、独身で婚歴はない。雪彦の妹であり雪の叔母に当たるが、雪を「東家の財産を狙ってやって来た自称・雪彦の娘」と見做して敵視し、大津との仲を誤解して騒ぎ立てたり、夜中の町に置き去りにしたこともある。雪の化けの皮を剥がして東家から追い出すために個人的に金を支払い川村を雇い、雪が雪彦の偽物の娘であることを証明させようとするが、逆に川村に利用されてしまう。
東信之
演 - 柳沢慎吾
久之と貴恵の長男で美津子の兄（雪の従兄に当たる）。音楽一家の家庭に生まれ音大在学中だがピアノが苦手なため、家族から“東家の落ちこぼれ”と評されている。気弱な面を美津子から嘲られることもあるが、心優しい性格で東家で唯一の雪の理解者となり、時に勇気を出して彼女のために家族へ意見も行う。音大自体は共学らしいが、作中では信之以外の男子学生の登場シーンはない模様。

### 雪に関わる人々
野川文子（ふみこ）
演 - 市毛良枝
雪の母。第1話と写真・回想シーンのみの登場。20年ほど前に東家で住み込みの使用人をしていたが、のちに北海道の漁港のある街（抜海）へ移住。雪彦の死後、未婚で雪を出産（その際に出生届遅延などのトラブルもあった様子）。女手一つで育ててきたが、長年の重労働が祟って心臓を患い 、長い闘病の末に病死。その直前、それまで知らせてこなかった出生の秘密を雪に打ち明け、謎の男の所在を知らせる。死の間際には、雪雄たちから雪彦の娘“東雪”として認めてもらうことを願っていた。
東雪彦
演 - 風間杜夫
雪雄の長男（長子）で雪の父。故人で第1話の過去のシーンと写真のみの登場。東音楽大学在学中に作中の日本ピアノコンクールで優勝し才能豊かなピアニストで東家の後継者だった。しかし、父から文子との結婚に反対されて勘当されてしまい、文子と北海道へ移住するが入籍前に病死。川村が手に入れた雪彦の戸籍謄本の死亡年月日は昭和40年2月2日。生前、妊娠中の文子の子（雪）が将来一流ピアニストになることを望んでいた。
川村良之
演 - 石立鉄男
東家周辺に出没する城南署所属の捜査員で、自他ともに認める鬼刑事。久之の弱味に付け入りながら彼の不正行為に荷担する悪徳刑事として振る舞い、毎晩深夜0時になると掛時計の鐘が鳴っている間に雪の前に現れ、「おい！　薄汚ねぇシンデレラ！」などと執拗に罵ってピアノの練習を妨害し、1時には引きあげる。時間に正確な行動に加え、初めて雪の前に現れた時は「シンデレラ」を説明するためにわざわざ絵本を持参したり、謎の男の顔写真を雪に見せ「これがお前の本当の父親だろう」と詰問するために肌身離さず持ち歩くなど妙にマメな面がある。だが、その真の目的は、雪に疑惑の目を向けるように装って久之の懐に潜り込み、密かに裏口入学の証拠を収集することにあった。最終回で鈴木と共に久之を逮捕に追い込んだ末、雪に真意を打ち明け、それまでの行いを謝罪し和解。彼女のいかなる逆境にも屈しない勇気と根性を讃え、去り際に「とっても可愛いシンデレラ」と優しい笑顔を送った。
鈴木芳太郎
演 - 宇津井健（特別出演）
雪に出生の秘密を告げた謎の男。いつも黒のハンチング帽に黒のガウン姿で、素っ気ない態度で雪に接している。親交のあった文子から雪の後見を託されるが、自身との関係を伝える前に文子が亡くなり、その素性を隠し続ける。雪の東家転居後もコンクール用のドレスを特待生の人数分届けるなど、しばしば出没して援助を行っており、自身が直接手助けできない際は主に大津へ連絡して代わりに力になるよう仕向ける。その言動や血液型（雪と同じRhマイナスAB型）から「雪の実父」ではないかという疑惑を持たれたが、正体は東京地検特捜部の検事であり、最終回にて川村刑事と共に久之の裏口入学疑惑を内偵捜査していた事実を明かし、久之を逮捕に追い込む。

### 東音楽大学の主な学生
田辺百合子
演 - 高木美保
美津子の取り巻きグループのリーダー。美人だが気性が荒く、時には暴力も辞さないなど率先して雪に嫌がらせを加える。しかし最終回で美津子が留学後、「今後はあなた方の根性を見習いたい」と特待生グループに和解を申し出る。
平林華子
演 - 百瀬まなみ
美津子の取り巻きの一人。可愛らしい容姿だが陰湿な面が見られ、百合子たちと共に雪を含めた特待生たちを威圧的に汚い言葉で罵る事がある。
（役名不明）
演 - 高橋ひとみ
美津子の取巻きの一人で、百合子と同程度に目立つ存在。出演は第2話までの模様。
藤田冴子
演 - 岡本かおり
特待生グループの一人。髪型はボブカット。特待生は雪を入れて6人のグループを組んでおり、雪を“特待生のプリンセス”と慕う。日々、東家の人間や美津子の取巻きからいびられる雪の味方となり、危険が迫った際には寮に匿うなどしている。思慮深く穏やかな仲間内のまとめ役で、周囲の喧嘩を諌めることもあるが、いざ喧嘩となった時には暴力を振るうこともある。
桜木マリ
演 - 玉岡加奈子
特待生グループの一人で、グループ内でも特に雪の才能に心酔している。仙台出身 だがいつも標準語で話している。大学入学前、暴走族に加入していたらしく、態度・言葉遣いなどに粗野な面がみられる。お嬢様グループが雪を中傷した際に派手な喧嘩をしたことがある。
清水みどり
演 - 上田美恵
特待生グループの一人。怠け者で大酒飲みの植木職人の父と働き者のパート主婦の母がいる。母が働くレストランのジャズピアニストからピアノを教わり、演奏していたところを大津に才能を見初められた。取り柄はピアノと取っ組み合いの喧嘩。
井川富子
演 - 矢野有美
特待生グループの一人。髪型はポニーテール。実家は浅草のせんべい屋。言葉遣いが悪く手荒い行動も多いため、周りから見下されて“野良猫”と呼ばれるが、時々鼓舞する意味で自分たちで名乗ることもある。
市原昌代
演 - 片山理子
特待生グループの一人。大阪出身で常に大阪弁で話す。以前は心斎橋で名の知れた元不良だった。雪以外の特待生仲間は、他のお嬢様タイプの学生と違い、喧嘩に慣れており、オートバイの運転もできる。

### その他
峰岸和弘
演 - 井川比佐志
雪が高校卒業から働いていた漁港に乗り入れている漁船の船長。第1話に登場。漁を終えて海から戻る船内の無線で、港の事務所にいる雪とやり取りをする。
カレイを売る男
演 - アパッチけん（現：中本賢）
第1話に登場。抜海の港で、カレイを分けてもらいに来た雪に親のことで失礼なことを言い、往復ビンタを喰らう（その言動は当日中に文子に知られた）。
司会者
演 - 久米明
雪と美津子が出場した日本ピアノコンクールの司会者。優勝者を発表し、賞状とトロフィーを授与する。
その他（東音楽大学・女学生ほか）
演 - 片山理子、渡辺理砂、長谷川真砂美、池田みゆき、古知佐和子、長谷部香苗、清水さやか、片桐亜里紗、佐東みどり、後藤昌子、大川博子、山口薫、池上由美子、江成早百合、広田恵子、澤田美香、加奈けい子、岡本馨、川島美香、石崎晴子、橘あけみ、早乙女朋子、渡辺ゆかり、長谷川哲夫、成田次穂、木曽秋一、鮎田昭夫、江角英明（医師）、灰地順（駅長）、山下一夫、高橋元吉、橋本睦子、岡部睦、田口治三、服部多香子、和泉今日子、ザベロフロンダ、中平良夫、汀ゆり、笠原静、平野稔（外科医）

## 備考
- 宇津井以外のキャストについてはエンドクレジットで「出演」（出演俳優）のテロップが出た後、主演の小泉以下、順番に氏名が表記されていたが、宇津井に関しては当時大映テレビに籍を置いていたことや、これまで同会社製作ドラマに主役クラスで数多く出演したという功績もあり、最後に表記される監督の一つ前の順番で「特別出演 宇津井健」として表記されていた（回によりトメで表示。柴田恭兵と能瀬慶子コンビでヒットとなった『赤い嵐』（1979年、柴田恭兵主演）、『遊びじゃないのよ、この恋は』（1986年、井森美幸主演）も同様）。
- 賀来千香子は1982年のポーラテレビ小説『白き牡丹に』で既に主演を務めていたが、本作の放映当時はまだ知名度が高くなかったために第2話からエンドクレジットで“カクチカコ”とルビつきで表記されていた。
- 本放送当初は台詞に「ててなしご」など差別用語が数多く用いられていたが、のちに放送禁止用語となったことから、CS放送のTBSチャンネルで再放送される際、その放送禁止用語の部分は無音となっている。
- 本作撮影中の大映テレビ仙川スタジオ（調布市緑ヶ丘 すでに閉鎖）から日本テレビ系の音楽番組『ザ・トップテン』の生中継が2度実現している。1度目は1984年11月26日に「ヤマトナデシコ七変化」が第1位を獲得し、2度目は1985年1月21日に「The Stardust Memory」が同じく第1位にランクインして登場。長門、岸田、辺見、柳沢、賀来ら他のドラマ共演者や撮影スタッフ等と生出演し、撮影中のスタジオ内から東音楽大学の制服衣装のままでランクイン曲を歌った。
- 前述のとおり小泉演じる雪は石立演じる川村刑事から「おい！薄汚ねぇシンデレラ！」などと罵られていたが、本作から28年後の2013年に放映されたNHK連続テレビ小説『あまちゃん』にて主人公・天野アキ（能年玲奈（現：のん））の母親役で小泉が出演した際、古田新太演じる荒巻太一が捨て台詞で天野アキのことを「あの薄汚ねぇシンデレラの娘」と本作の象徴的な台詞を発言している。
- 北陸放送では『太陽にほえろ!』（日本テレビ）の遅れネット枠だったため、1985年10月以降に午後5時から放送されていた。

## 劇中曲
主題歌「摩天楼ブルース」
作詞 ：売野雅勇・作曲：筒美京平・歌：東京JAP（CBSソニー）
挿入歌
第1話
「生れくる我が子に捧ぐ」
作曲：東雪彦
雪彦が、文子のお腹にいる子(後の雪)のために作った。北海道にいた頃の雪が毎日ピアノで弾いてきた大切な曲で、地元の小学校のピアノで雪が弾く。上京後も時々雪が父を想ってこの曲を弾く。
「華麗なる大円舞曲」
作曲：ショパン
大津が音大の練習室のピアノでこの曲を弾き、東音楽大学に初めて訪れた雪が音色に惹かれて彼と知り合う。
第2話
「トルコ行進曲」（ピアノソナタ第11番第3楽章）
作曲：モーツァルト
雪たち経済的にあまり余裕のない少女たちが受ける東音楽大学の特待生編入試験の課題曲。
第3話
「ワルツ第7番嬰ハ短調作品64-2」
作曲：ショパン
授業で指導する貴恵から指名された美津子が、他の生徒の前で弾く。
「ハンガリー舞曲第5番」
編曲：ヨハネス・ブラームスブラームス（ロマの人たちの音楽を編曲したもの）
無期限停学になった特待生たちに、大津が特別レッスンするためこの曲を弾いて見せる。
第4話
革命のエチュード
作曲：ショパン
作中の日本ピアノコンクール予選の課題曲で、大会までの間雪たちの練習シーンで何度か演奏される。また雪彦が18歳の頃に同コンクールで優勝した時の課題曲でもあり、雪にとって思い入れがある。
第7話
「婚礼の合唱」（結婚行進曲、ローエングリンを参照）
作曲：ワーグナー
雪から「学長からコンクールで優勝したら大津と結婚するよう言われた」と聞いた特待生仲間が、授業前にこの曲をピアノで弾く。
「軍隊行進曲」
作曲：シューベルト
授業で久之と大津がピアノで連弾して学生たちに聴かせる。
第10話
「熱情」
作曲：ベートーヴェン
作中の日本ピアノコンクール本選の課題曲。その後も予選通過した音大の生徒たちが練習で何度か演奏するシーンがある。

## スタッフ
- 脚本：増村保造、安本莞二
- 監督：國原俊明、土井茂
- 音楽：菊池俊輔
- 協力：河合楽器製作所、BMWジャパン
- プロデューサー：野添和子、福富京子、近藤一男（大映テレビ）、野村清（TBS）
- 制作：大映テレビ株式会社、TBS

## サブタイトル
| 各話                                          | 放送日        | サブタイトル              | 脚本     | 監督     | 視聴率 |
| --------------------------------------------- | ------------- | ------------------------- | -------- | -------- | ------ |
| 第1回                                         | 1985年1月8日  | 先生たすけて!!            | 増村保造 | 国原俊明 | 20.8%  |
| 第2回                                         | 1985年1月15日 | 憎い!ライバル             | 安本莞二 | 国原俊明 | 16.8%  |
| 第3回                                         | 1985年1月22日 | 制服をぬぐとき!!          | 安本莞二 | 土井茂   | 21.1%  |
| 第4回                                         | 1985年1月29日 | こわい北海道旅行          | 安本莞二 | 国原俊明 | 16.5%  |
| 第5回                                         | 1985年2月5日  | 娘たちはたたかう          | 安本莞二 | 土井茂   | 20.6%  |
| 第6回                                         | 1985年2月12日 | 愛の秘密レッスン          | 安本莞二 | 国原俊明 | 19.2%  |
| 第7回                                         | 1985年2月19日 | 教室のうわさ!!            | 安本莞二 | 土井茂   | 24.4%  |
| 第8回                                         | 1985年2月26日 | 先生のベッドはあったかい! | 安本莞二 | 国原俊明 | 19.3%  |
| 第9回                                         | 1985年3月5日  | はずかしい体験!!          | 安本莞二 | 土井茂   | 18.6%  |
| 第10回                                        | 1985年3月12日 | 娘は度胸さ!!              | 安本莞二 | 国原俊明 | 21.2%  |
| 第11回                                        | 1985年3月19日 | オヘソを見せた罰          | 安本莞二 | 土井茂   | 20.2%  |
| 最終回                                        | 1985年3月26日 | 愛をありがとう!!          | 安本莞二 | 国原俊明 | 21.5%  |
| 平均視聴率 21.4% （ビデオリサーチ、関東地区） |               |                           |          |          |        |

## ネット局
当時のJNN系列局（火曜 20：00 - 20：54、同時ネット）
- TBS（制作局）
- 北海道放送[9]
- 青森テレビ[10]
- 岩手放送[10]
- 東北放送[11]
- テレビユー福島[11]
- 新潟放送[12]
- 信越放送[13]
- テレビ山梨[14]
- 静岡放送[14]
- 中部日本放送[15]
- 毎日放送[16]

- 山陰放送[17]
- 山陽放送[18]
- 中国放送[18]
- テレビ高知[19]
- RKB毎日放送[20]
- 長崎放送[20]
- 熊本放送[20]
- 大分放送[21]
- 宮崎放送[22]
- 南日本放送[22]
- 琉球放送[23]

JNN系列局遅れネット
- 北陸放送（『太陽にほえろ!』（日本テレビ・東宝制作）を放送していたため、平日夕方に後日放送）

当時のJNN系列外局
- 富山テレビ（フジテレビ系列、1987年9月1日から9月17日まで月曜 - 金曜 17:00 - 18:00にて放送[24]）

## DVD
- 少女に何が起ったか DVD-BOX（エイベックス）　ASIN：B0002IJPGA